# Feixe vascular

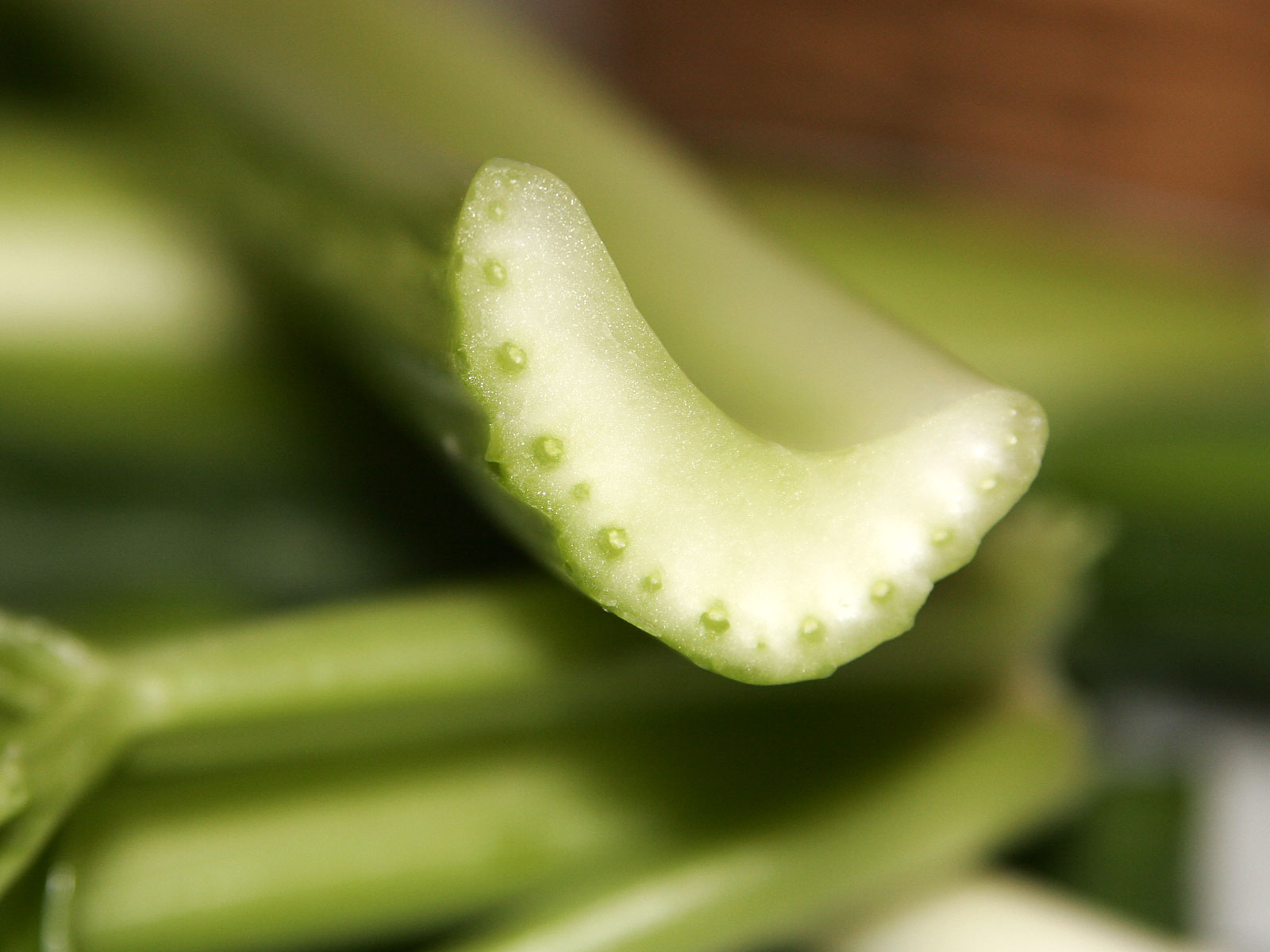
Corte transversal em Apium graveolens, mostrando feixes vasculares, que incluem floema e xilema

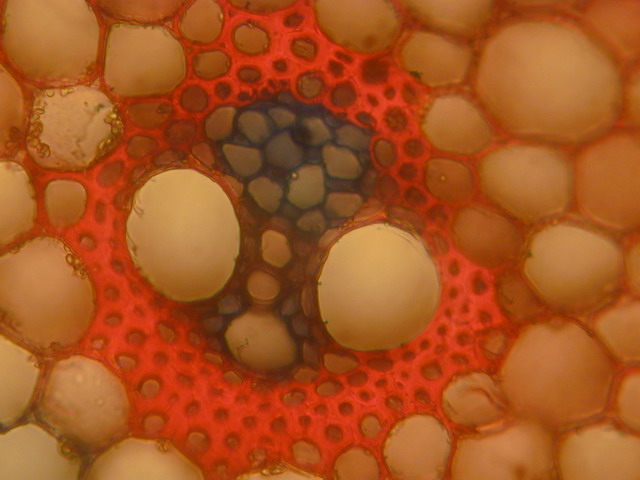
Detalhe de um feixe vascular em Zea mays

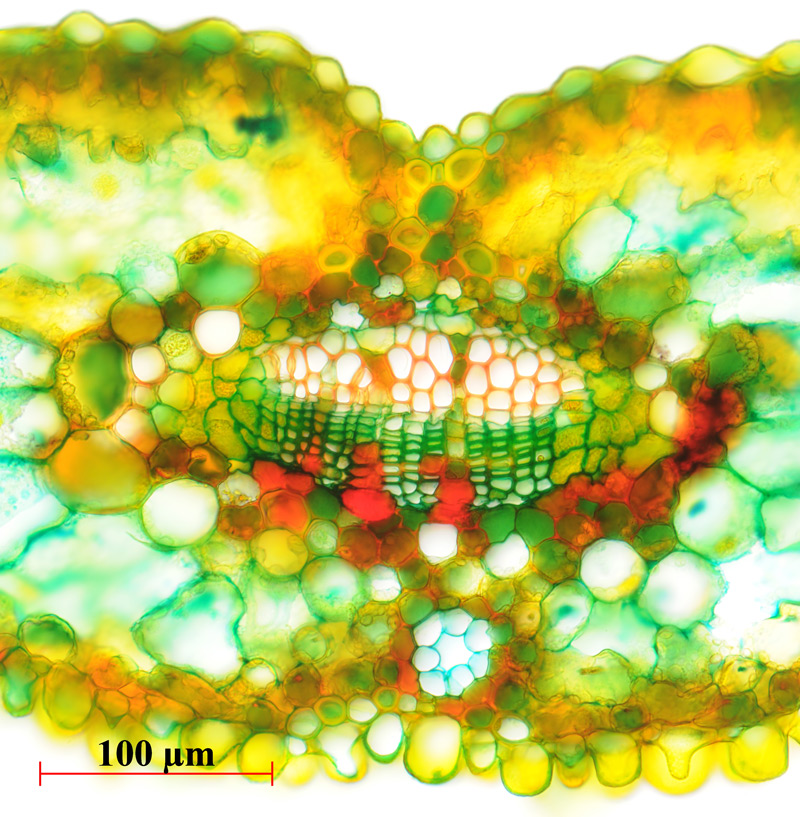
Feixe vascular na folha de Metasequoia glyptostroboides

Um feixe vascular é um dos elementos que constituem o sistema de transporte das plantas vasculares. O transporte propriamente dito ocorre no tecido vascular, que existe sob duas formas, o xilema e o floema. Ambos os tecidos estão presentes no feixe vascular, que também inclui tecidos de suporte e de protecção.
O xilema ocorre normalmente em disposição adaxial e o floema em disposição abaxial. Num caule ou numa raiz isto significa que o xilema está mais próxima do centro destas estruturas enquanto que o floema está mais próximo do exterior. Numa folha, a superfície adaxial será normalmente a parte superior, com a superfície abaxial do lado de baixo. É por essa razão que os afídios normalmente ocorrem do lado de baixo das folhas, uma vez que os açucares fabricados pela planta são transportados pelo floema, mais próximo da superfície inferior.
A posição dos feixes vasculares, uns em relação aos outros, pode variar de maneira considerável: ver estela.

## Células do feixe vascular
As células do feixe vascular são células fotossintéticas dispostas em camadas compactas à volta das veias das folhas. Formam uma cobertura protectora das veias foliares, consistindo em uma ou mais camadas, tipicamente de parênquima. As células do mesofilo ficam dispostas entre o feixe vascular e a superfície da folha. O ciclo de Calvin está confinado aos cloroplastos destes feixes vasculares em plantas com fotossíntese C4